# Dan Craig
Dan Craig (Chelmsford, 9 giugno 1980) è un allenatore di pallacanestro e dirigente sportivo statunitense.

## Palmarès
- Dennis Johnson Coach of the Year Award (2016)